# Коотц, Гюнтер
Гюнтер Коотц (нем. Günter Kootz; род. 7 февраля 1929, Гёрлиц) — немецкий пианист.
В 1946—1951 гг. учился в Лейпцигской консерватории у Рудольфа Фишера, в 1948 г. занял первое место на Международном конкурсе пианистов имени Ференца Листа в Веймаре. C 1954 г. сам преподавал в Лейпцигской консерватории; среди его учеников, в частности, Ульрих Урбан и Михаэль Шёнхайт.
C различными немецкими оркестрами записал концерты Вольфганга Амадея Моцарта, Людвига ван Бетховена, Эдварда Грига, Сергея Прокофьева, Дмитрия Шостаковича, Зигфрида Курца. Сотрудничал с такими дирижёрами, как Герман Абендрот, Франц Конвичный, Курт Мазур, Вацлав Нойман, Херберт Бломстедт.